# Leichtathletik-Südamerikameisterschaften 1952
Die XVII. Leichtathletik-Südamerikameisterschaften fanden vom 3. bis zum 11. Mai 1952 in Buenos Aires statt. Nachdem die Meisterschaften seit 1927 immer in den ungeraden Jahren stattgefunden hatten, wechselten die Veranstalter den Rhythmus nun, um den 1951 erstmals ausgetragenen Panamerikanischen Spielen auszuweichen. Dadurch fanden die Südamerikameisterschaften nach 1920 und 1924 zum dritten Mal im gleichen Jahr wie die Olympischen Spiele statt. Erfolgreichster Teilnehmer war der argentinische Sprinter Gerardo Bönnhoff mit zwei Ersten und zwei zweiten Plätzen. Bei den Frauen gewannen die beiden Argentinierinnen Gladys Erbetta und Ingeborg Mello je zwei Titel.
Von 1924 bis 1949 war im Rahmen der Südamerikameisterschaften auch ein Wettbewerb im Crosslauf der Männer ausgetragen worden. Dieser wurde zusammen mit dem 3000-Meter-Lauf 1952 aus dem Programm genommen. Dafür stand erstmals der 3000-Meter-Hindernislauf auf dem Programm.

## Männerwettbewerbe
Die Mannschaftswertung gewann bei den Männern die Mannschaft Argentiniens mit 200 Punkten vor den Chilenen mit 185 Punkten und der brasilianischen Mannschaft mit 178,5 Punkten. Dahinter erreichten Peru 62 Punkte, Uruguay 18,5 Punkte, Paraguay 5 Punkte und Ecuador einen Punkt.

### 100-Meter-Lauf Männer
| Platz | Athlet                   | Land | Zeit   |
| ----- | ------------------------ | ---- | ------ |
| 1     | Gerardo Salazar          | PER  | 10,7 s |
| 2     | Gerardo Bönnhoff         | ARG  | 10,8 s |
| 3     | José Telles da Conceição | BRA  | 10,8 s |

Finale: 4. Mai

### 200-Meter-Lauf Männer
| Platz | Athlet            | Land | Zeit   |
| ----- | ----------------- | ---- | ------ |
| 1     | Gerard Bönnhoff   | ARG  | 21,5 s |
| 2     | Fernando Lapuente | ARG  | 22,0 s |
| 3     | Gustavo Ehlers    | CHI  | 22,0 s |

Finale: 8. Mai

### 400-Meter-Lauf Männer
| Platz | Athlet              | Land | Zeit   |
| ----- | ------------------- | ---- | ------ |
| 1     | Gustavo Ehlers      | CHI  | 48,7 s |
| 2     | Argemiro Roque      | BRA  | 49,1 s |
| 3     | Mario do Nascimento | BRA  | 49,7 s |

Finale: 4. Mai

### 800-Meter-Lauf Männer
| Platz | Athlet             | Land | Zeit       |
| ----- | ------------------ | ---- | ---------- |
| 1     | Argemiro Roque     | BRA  | 1:53,3 min |
| 2     | Waldomiro Monteiro | BRA  | 1:53,9 min |
| 3     | Carlos Gajardo     | CHI  | 1:55,3 min |

Finale: 8. Mai

### 1500-Meter-Lauf Männer
| Platz | Athlet         | Land | Zeit       |
| ----- | -------------- | ---- | ---------- |
| 1     | Nilo Riveros   | ARG  | 3:58,5 min |
| 2     | Guillermo Solá | CHI  | 3:59,6 min |
| 3     | Luís Rodrigues | BRA  | 4:00,3 min |

Finale: 4. Mai

### 5000-Meter-Lauf Männer
| Platz | Athlet         | Land | Zeit        |
| ----- | -------------- | ---- | ----------- |
| 1     | Raúl Inostroza | CHI  | 14:59,8 min |
| 2     | Reinaldo Gorno | ARG  | 15:05,5 min |
| 3     | Juan Miranda   | ARG  | 15:09,0 min |

Finale: 3. Mai

### 10.000-Meter-Lauf Männer
| Platz | Athlet            | Land | Zeit        |
| ----- | ----------------- | ---- | ----------- |
| 1     | Delfo Cabrera     | ARG  | 31:05,7 min |
| 2     | Raúl Inostroza    | CHI  | 31:26,9 min |
| 3     | Corsino Fernandez | ARG  | 31:32,3 min |

Finale: 8. Mai

### Halbmarathon Männer
| Platz | Athlet            | Land | Zeit        |
| ----- | ----------------- | ---- | ----------- |
| 1     | Delfo Cabrera     | ARG  | 1:09:18,2 h |
| 2     | Reinaldo Gorno    | ARG  | 1:11:27,3 h |
| 3     | Corsino Fernandez | ARG  | 1:11:27,5 h |

Finale: 11. Mai

### 110-Meter-Hürdenlauf Männer
| Platz | Athlet              | Land | Zeit   |
| ----- | ------------------- | ---- | ------ |
| 1     | Jörn Gevert         | CHI  | 14,9 s |
| 2     | Estanislao Kocourek | ARG  | 15,0 s |
| 3     | Wilson Carneiro     | BRA  | 15,1 s |

Finale: 6. Mai

### 400-Meter-Hürdenlauf Männer
| Platz | Athlet          | Land | Zeit   |
| ----- | --------------- | ---- | ------ |
| 1     | Wilson Carneiro | BRA  | 52,7 s |
| 2     | Jörn Gevert     | CHI  | 53,5 s |
| 3     | Pedro Yoma      | CHI  | 54,6 s |

Finale: 10. Mai

### 3000-Meter-Hindernislauf Männer
| Platz | Athlet           | Land | Zeit       |
| ----- | ---------------- | ---- | ---------- |
| 1     | Guillermo Solá   | CHI  | 9:32,0 min |
| 2     | Edgard Mitt      | BRA  | 9:34,6 min |
| 3     | Haroldo Gallardo | CHI  | 9:38,4 min |

Finale: 10. Mai

### 4-mal-100-Meter-Staffel Männer
| Platz | Athleten                                                    | Land | Zeit   |
| ----- | ----------------------------------------------------------- | ---- | ------ |
| 1     | Beckles Acosta Gerardo Bönnhoff Romeo Galan                 | ARG  | 41,4 s |
| 2     | Gerardo Salazar Maximo Reyes Oscar Maldonado Armando Zapata | PER  | 42,0 s |
| 3     | Alexandre Netto Lima Geraldo Murgel Ary de Sá               | BRA  | 42,2 s |

Finale: 10. Mai

### 4-mal-400-Meter-Staffel Männer
| Platz | Athleten                                                            | Land | Zeit       |
| ----- | ------------------------------------------------------------------- | ---- | ---------- |
| 1     | Wilson Carneiro Geraldo Maranhao Mario do Nascimento Argemiro Roque | BRA  | 3:17,5 min |
| 2     | Maximo Guerra Enrique Kistenmacher Torres Gerardo Bönnhoff          | ARG  | 3:18,0 min |
| 3     | Ramon Sandoval Carlos Gajardo Reinaldo Martin Gustavo Ehlers        | CHI  | 3:18,1 min |

Finale: 11. Mai

### Hochsprung Männer
| Platz | Athlet                   | Land | Höhe   |
| ----- | ------------------------ | ---- | ------ |
| 1     | José Telles da Conceição | BRA  | 1,90 m |
| 2     | Ernesto Lagos            | CHI  | 1,85 m |
| 3     | Alberto Bacan            | BRA  | 1,85 m |

Finale: 3. Mai

### Stabhochsprung Männer
| Platz | Athlet         | Land | Höhe   |
| ----- | -------------- | ---- | ------ |
| 1     | Hélio da Silva | BRA  | 4,00 m |
| 2     | Jaime Piqueras | BRA  | 3,90 m |
| 3     | Luis Ganoza    | PER  | 3,80 m |

Finale: 9. Mai

### Weitsprung Männer
| Platz | Athlet               | Land | Weite  |
| ----- | -------------------- | ---- | ------ |
| 1     | Ary de Sá            | BRA  | 7,39 m |
| 2     | Carlos Vera          | CHI  | 7,13 m |
| 3     | Ahylton da Conceição | BRA  | 7,08 m |

Finale: 4. Mai

### Dreisprung Männer
| Platz | Athlet                    | Land | Weite   |
| ----- | ------------------------- | ---- | ------- |
| 1     | Adhemar Ferreira da Silva | BRA  | 15,39 m |
| 2     | Geraldo de Oliveira       | BRA  | 15,11 m |
| 3     | Jorgely Figueira          | BRA  | 14,75 m |

Finale: 10. Mai

### Kugelstoßen Männer
| Platz | Athlet            | Land | Weite   |
| ----- | ----------------- | ---- | ------- |
| 1     | Reidar Soerlie    | ARG  | 14,44 m |
| 2     | Augusto Maalstein | CHI  | 13,86 m |
| 3     | Emilio Stalig     | BRA  | 13,77 m |

Finale: 4. Mai

### Diskuswurf Männer
| Platz | Athlet         | Land | Weite   |
| ----- | -------------- | ---- | ------- |
| 1     | Reidar Soerlie | ARG  | 47,72 m |
| 2     | Elvio Porta    | ARG  | 45,27 m |
| 3     | Hernán Haddad  | CHI  | 45,15 m |

Finale: 10. Mai

### Hammerwurf Männer
| Platz | Athlet         | Land | Weite   |
| ----- | -------------- | ---- | ------- |
| 1     | Arturo Melcher | CHI  | 50,75 m |
| 2     | Elvio Porta    | ARG  | 49,73 m |
| 3     | Emilio Ortiz   | ARG  | 49,25 m |

Finale: 6. Mai

### Speerwurf Männer
| Platz | Athlet             | Land | Weite   |
| ----- | ------------------ | ---- | ------- |
| 1     | Ricardo Héber      | ARG  | 67,68 m |
| 2     | Gerardo Mielke     | CHI  | 63,10 m |
| 3     | Janis Stendzenieks | CHI  | 60,51 m |

Finale: 3. Mai

### Zehnkampf Männer
| Platz | Athlet          | Land | Punkte |
| ----- | --------------- | ---- | ------ |
| 1     | Hernán Figueroa | CHI  | 6698   |
| 2     | Hernán Alzamora | PER  | 5849   |
| 3     | Carlos Vera     | CHI  | 5844   |

10. und 11. Mai

## Frauenwettbewerbe
Die Mannschaftswertung bei den Frauen gewannen die Argentinierinnen mit 82,5 Punkten vor der brasilianischen Mannschaft mit 80,5 Punkten und vor den Chileninnen mit 64 Punkten. Mit 17 Punkten lagen die Peruanerinnen vor Uruguay mit 10 Punkten.

### 100-Meter-Lauf Frauen
| Platz | Athletin        | Land | Zeit   |
| ----- | --------------- | ---- | ------ |
| 1     | Julia Sánchez   | PER  | 12,2 s |
| 2     | Adriana Millard | CHI  | 12,4 s |
| 3     | Lilián Buglia   | ARG  | 12,4 s |

Finale: 4. Mai

### 200-Meter-Lauf Frauen
| Platz | Athletin        | Land | Zeit   |
| ----- | --------------- | ---- | ------ |
| 1     | Deyse de Castro | BRA  | 25,5 s |
| 2     | Adriana Millard | CHI  | 25,5 s |
| 3     | Lilián Heinz    | ARG  | 25,8 s |

Finale: 8. Mai

### 80-Meter-Hürdenlauf Frauen
| Platz | Athletin         | Land | Zeit   |
| ----- | ---------------- | ---- | ------ |
| 1     | Wanda dos Santos | BRA  | 11,7 s |
| 2     | Marion Huber     | CHI  | 11,7 s |
| 3     | Adriana Millard  | CHI  | 12,2 s |

Finale: 11. Mai

### 4-mal-100-Meter-Staffel Frauen
| Platz | Athletinnen                                                        | Land | Zeit   |
| ----- | ------------------------------------------------------------------ | ---- | ------ |
| 1     | Lilián Heinz Lilián Buglia Gladys Erbetta Ana María Fontán         | ARG  | 48,8 s |
| 2     | Benedita de Oliveira Lucila Pini Deyse de Castro Helena de Menezes | BRA  | 48,8 s |
| 3     | Aurora Bianchi Norma Díaz Beatriz Kretschmer Adriana Millard       | CHI  | 49,1 s |

Finale: 11. Mai

### Hochsprung Frauen
| Platz | Athletin         | Land | Höhe   |
| ----- | ---------------- | ---- | ------ |
| 1     | Elizabeth Müller | BRA  | 1,53 m |
| 2     | Deyse de Castro  | BRA  | 1,53 m |
| 3     | María Cañas      | CHI  | 1,45 m |

Finale: 10. Mai

### Weitsprung Frauen
| Platz | Athletin         | Land | Weite  |
| ----- | ---------------- | ---- | ------ |
| 1     | Gladys Erbetta   | ARG  | 5,52 m |
| 2     | Adriana Millard  | CHI  | 5,39 m |
| 3     | Wanda dos Santos | BRA  | 5,26 m |

Finale: 4. Mai

### Kugelstoßen Frauen
| Platz | Athletin         | Land | Weite   |
| ----- | ---------------- | ---- | ------- |
| 1     | Ingeborg Mello   | ARG  | 11,48 m |
| 2     | Ingeborg Pfuller | ARG  | 11,35 m |
| 3     | Ilse Gerdau      | BRA  | 11,25 m |

Finale: 8. Mai

### Diskuswurf Frauen
| Platz | Athletin         | Land | Weite   |
| ----- | ---------------- | ---- | ------- |
| 1     | Ingeborg Mello   | ARG  | 40,14 m |
| 2     | Ingeborg Pfuller | ARG  | 40,07 m |
| 3     | Ilse Gerdau      | BRA  | 36,78 m |

Finale: 3. Mai

### Speerwurf Frauen
| Platz | Athletin        | Land | Weite   |
| ----- | --------------- | ---- | ------- |
| 1     | Gerda Martín    | CHI  | 39,16 m |
| 2     | Edith Thomas    | CHI  | 38,80 m |
| 3     | Estrella Puente | URU  | 37,89 m |

Finale: 11. Mai

## Medaillenspiegel
| Medaillenspiegel Endstand nach 31 Entscheidungen | Medaillenspiegel Endstand nach 31 Entscheidungen | Medaillenspiegel Endstand nach 31 Entscheidungen | Medaillenspiegel Endstand nach 31 Entscheidungen | Medaillenspiegel Endstand nach 31 Entscheidungen | Medaillenspiegel Endstand nach 31 Entscheidungen |
| Platz                                            | Land                                             | Gold                                             | Silber                                           | Bronze                                           | Gesamt                                           |
| ------------------------------------------------ | ------------------------------------------------ | ------------------------------------------------ | ------------------------------------------------ | ------------------------------------------------ | ------------------------------------------------ |
| 1                                                | Argentinien                                      | 12                                               | 10                                               | 6                                                | 28                                               |
| 2                                                | Brasilien                                        | 10                                               | 6                                                | 12                                               | 28                                               |
| 3                                                | Chile                                            | 7                                                | 12                                               | 11                                               | 30                                               |
| 4                                                | Peru                                             | 2                                                | 3                                                | 1                                                | 6                                                |
| 5                                                | Uruguay                                          | –                                                | –                                                | 1                                                | 1                                                |